# Kwartalnik Historyczny
Kwartalnik Historyczny – najstarsze polskie czasopismo historyczno-humanistyczne założone we Lwowie w 1887 roku przez historyka Ksawerego Liskego jako organ Polskiego Towarzystwa Historycznego. W latach 1946–1950 wydawane w Krakowie (roczniki 52/53–57) pod redakcją m.in. J. Dąbrowskiego, R. Grodeckiego, K. Lepszego. Zgodnie ze statutem uchwalonym w 1947 roku każdy członek Towarzystwa miał prawo do otrzymywania bezpłatnie lub ze zniżką kolejnych numerów Kwartalnika. Redaktor naczelny pisma i jego zastępca wchodzili w skład Zarządu Głównego. Podczas posiedzenia 2 czerwca 1952 roku Zarządu Głównego w Kielcach  podjęto decyzję o przekazaniu Kwartalnika Polskiej Akademii Nauk. Pismo przeniesiono do Warszawy, gdzie wydawane jest przez Instytut Historii Polskiej Akademii Nauk. Pismo publikuje artykuły o ściśle naukowym charakterze dotyczące historii średniowiecza, czasów nowożytnych i najnowszych (bez uwzględnienia starożytności).
.

## Układ czasopisma
- Artykuły
- Przeglądy – polemiki – materiały
- Artykuły recenzyjne i recenzje
- Kronika
- In memoriam
- Komunikaty

## Redaktorzy
- Ksawery Liske (1887–1891)
- Oswald Balzer (1891–1894)
- Aleksander Semkowicz (1895–1898, 1899–1904, 1906–1914, 1920–1922)
- Józef Korzeniowski (1898–1899)
- Ludwik Finkel (1918–1919)
- Franciszek Bujak (1930–1931)
- Kazimierz Tyszkowski (1937–1940)
- Roman Grodecki (1945–1947)
- Kazimierz Lepszy (1945–1946)
- Jan Dąbrowski
- Stanisław Arnold (1950–1952)
- Bogusław Leśnodorski (1953–1974)
- Tadeusz Jędruszczak (1975)
- Jerzy Michalski (1985–1999)
- Wojciech Kriegseisen (2000–2010)
- Roman Michałowski (2010–2020)
- Andrzej Nowak (2020–2023)
- Dorota Dukwicz (obecnie)